# Mästerdetektiven Blomkvist på nya äventyr
Mästerdetektiven Blomkvist på nya äventyr är en TV-teater från 1966 i regi av Etienne Glaser, manus av Astrid Lindgren och musik av Sten Carlberg.
Dekoren gjordes av Rolf Boman och koreografin av Donya Feuer.

## Rollista
- Rolf Lindefors - Kalle Blomkvist
- Casper Verner-Carlsson - Anders Bengtsson
- Nora Birch-Jensen - Eva-Lotta Lisander
- Matti Verner-Carlson - Sixten
- Hans Johansson - Benka
- Peter Ström - Jonte
- Olof Thunberg - Polis Rudolf Rask
- Isa Quensel - Hilda Krikonblad
- Alice Eklund - Hulda Krikonblad
- Lars Edström - Vicke på vind
- Mille Schmidt - Nisse Nöjd